# パワポケ甲子園
『パワポケ甲子園（Pawapoke Koshien）』とは、2005年8月4日にコナミから発売されたニンテンドーDS用のゲームソフト。高校野球（全国高等学校野球選手権大会・選抜高等学校野球大会 - いずれも、阪神甲子園球場を主会場とすることから、甲子園とも呼ばれる）をテーマとしている。ニンテンドーDS初の野球ゲーム作品である。
本作は「パワプロクンポケットシリーズ（パワポケシリーズ）」などを手がけるコナミ社内プロダクション・パワプロプロダクションが制作しており、同シリーズ初の外伝作品として発表されたが、今までパワポケ作品とは性質が大きく異なる。なお、本作の主要開発スタッフは、パワポケシリーズ主要開発スタッフと異なる。

## 概要
前述のパワポケシリーズの外伝作品として発表されたが、シナリオ重視のパワポケシリーズ作品とは性質が異なる。野球・試合に特化したこともあり、本作はパワポケシリーズ唯一、メインモードといえる「サクセスモード」が収録されていない異色の作品となっている（選手育成モードにシナリオ自体は存在するが、従来のパワポケシリーズのサクセスモードのシナリオとは関連性が無い）。
また、パワプロシリーズでおなじみの実況・ウグイスのアナウンスがコナミの携帯ゲーム機版野球ゲームでは初めて導入された（パワポケシリーズ本編での初採用作品は、ウグイスがパワポケ8、実況がパワポケ10。携帯ゲーム機パワプロシリーズの実況・ウグイスは、実況パワフルプロ野球ポータブルが初採用）。なお、実況はパワプロシリーズでおなじみの実況河路直樹（圭三）ではなく、堀江良信（フリー）が起用されている。
本作の投手に野手のサブポジション、特殊能力が付く（一部共通の特殊能力「ケガ○」や「バント○」などを除く）ことと、投手のサブポジがあるのは、パワポケシリーズでは本作のみであり、ほかのパワポケにパスワード登録しても反映されない（「あつまれ!パワプロクンのDS甲子園」にパスワード登録した場合は反映される）。また、今作の外野手は左翼手、中堅手、右翼手のポジションに分かれている（実況パワフルメジャーリーグにパスワード登録しても反映されない）。
本作は高校野球に特化したこともあり、プロ野球（日本野球機構）12球団は収録されていない。

## モード
他のパワポケシリーズと異なる、本作独自のゲームモードが収録されている。パワポケシリーズでおなじみの「サクセスモード」「ミニゲーム」は搭載されていない。
甲子園
後述を参照。
野球
CPU対戦、練習を行うモード。但し、パワポケ2と同じく、通信対戦は搭載されていない。
データ
作成した選手などを確認したり、パスワードで選手を登録したりできる。ワイヤレス通信を介して選手を交換することも可能。
トーナメント
4チーム、8チーム、16チーム制のトーナメントが用意されている。
アレンジ
オリジナルの選手編成ができるモード。
記念館
甲子園モードの登場人物の能力が見られる。

## 甲子園
パワポケシリーズお馴染みの「サクセスモード」に代わり収録された選手（チーム）育成モード。
全国931校から1校（オリジナルチームを作ることも可能）を選び、主人公＝キャプテンを操作して1年間で春と夏の甲子園で優勝することが目標。なお、登場する学校の名称はすべて架空のものであるが、実在する学校名の文字や、字の順番を入れ換えたものもある。特に大阪府にはその傾向が多く見られる（例：HG学院←PL学園高等学校、大寒一←関大一（関西大学第一高等学校）、木ノ葉学院←此花学院高等学校など）。
従来の「サクセスモード」の高校野球編は基本的に主人公一人を育成するものであったが、本作では自分の野球部員全体を育成しなければならない。今作の特殊変化球以外の能力は、能力アップ画面で取得できず、練習・試合とイベントなどで取得する。
シナリオ面では、ダーク、奇拔な展開を売りとするパワポケシリーズ本編よりは、むしろパワプロシリーズのサクセスモードに近しい正統派のストーリーとなっている。なお、本作がパワポケシリーズ初の春の甲子園に出場できる作品である（サクセスモードで春にも出場できるのはパワポケ10が最初）。
なお、育成システムのうち「チーム面全体を育成」、「能力アップは完全自動」、「特殊能力の取得は試合、イベント次第」は、後のパワプロシリーズの「栄冠ナイン」、「情熱」など甲子園モードに近いシステムに採用されている。

### クリア条件
今作のクリア条件は、チーム登録、選手登録に分けられている。
- チーム登録：選抜高等学校野球大会か全国高等学校野球選手権大会に行けばクリア。
- 選手（キャプテン）登録：チーム登録条件に加えて、甲子園敗退（または優勝）時世間評価が60以上あると選手登録できる。

ただし、春の甲子園に出ていても、練習やイベントで増減するマジメが0になると強制退学（ゲームオーバー）になる。

### 登場人物
「サクセスモード」とは異なり、ライバル（五十嵐）、マネージャー（桃井、彼女候補）を除き本作では固定の登場人物は存在しない。

#### 部員
主人公
選んだ高校のキャプテンである。詳しいことは不明だが成績は悪かったり良かったりとランダムである。
メガネ君（○田）
高校によって違う相棒みたいなもの。彼をメンバーから外せない。能力はランダムである。
他のシリーズ作品の相棒「メガネ一族」と区別するため、本作の公式サイトでは、独自の設定が使用された。
桃井 祐介
主人公の後輩の男のマネージャー。
チームメイト
甲子園では選んだチームやスカウトを選べる。また木村や田中などの1ページ軍団はスカウトされない。

#### ライバル
五十嵐 光一
選んだ地区の地区代表の4番でエース。彼の能力は非常に高く、選手ランクがAである（200越え）。ゲームセンターが好きである。

#### 彼女候補
彼女候補はすべて女マネージャーである。
- 新城 美沙
- 水島 優奈
- 上野 あずみ
- 桂木 奈緒
- 鮎沢 桜

## 他のパワポケシリーズとの関係
- 本作はパワポケシリーズの外伝作品として発表されたが、前述通り、パワポケシリーズのメインといえるモード「サクセスモード」が収録されていないため、後の作品の一部ではパワポケシリーズから除外されている場合があった。[4]
- 本作の公式ウェブサイトも、はじめはパワポケシリーズ公式サイト上にリンクされていた[5]が、2006年秋ごろの更新で、パワプロクンポケット9（当時発売予定を告知していた）へのリンク追加作業の際、甲子園へのリンクがパワプロクンポケット8へのリンクに書き換えられた（パワポケ8へのリンクはパワポケ9へのリンクに書き換えられた）[6]。
- パワプロプロダクション各シリーズの公式サイトの統合に伴う、2010年4月1日の更新で、本作の公式ウェブサイトは、『あつまれ!パワプロクンのDS甲子園』の公式ウェブサイトと共に、2010年3月18日に発売されたDS用ソフト『熱闘!パワフル甲子園』の公式サイトに書き換えられた。
- 2006年8月に『あつまれ!パワプロクンのDS甲子園』が実質的な続編として発売された。ただし、こちらは最初からパワポケシリーズには含まれておらず、公式サイトからパワポケシリーズ総合サイトへのリンクも存在していない。

## スタッフ
- プログラム - 井上秀登、宮岡宏司、東山誠
- グラフィック - 三好威正、中坂昇、福田浩司、西脇隆行
- サウンド - 大久保悟、広野智章、山川誠
- 実況 - 堀江良信（フリーアナウンサー）
- 場内アナウンス - 大塩朱美（昭和プロダクション）
- 音声録音 - 土松卓司（スタジオB&M）
- 取扱説明書・パッケージ - 村上幸秀、山本竜彦
- 広報 - 松村謙、千葉茂、豊開修
- コロコロスタッフ（小学館）、コロコロ編集部 - 田崎、竹田、新井、石関、村上、和田、阿部、かずくん、山下、たっくす、大場、ち～きく
- 制作 - パワポケ甲子園チーム[2]
- プロデューサー - 藤岡謙治
- (C)2005 KONAMI
- KONAMI